# Stormen på United States Capitol 2021
Stormen på U.S. Capitol 2021 var et voldeligt angreb på Kongressen i Washington, D.C. den 6. januar 2021 udført af en skare demonstranter og tilhængere af den amerikanske præsident Donald Trump. De forsøgte at omstøde Trumps nederlag ved præsidentvalget i 2020 ved at forstyrre og afbryde en fælles session i Kongressen, der var samlet for at optælle valgmandsstemmer og derved formalisere præsident Joe Bidens valgsejr. Den afgående præsident Trump var i færd med at holde en tale ved The Ellipse foran Det Hvide Hus for sine tilhængere, da angrebet på Kongressen på Capitol Hill blev påbegyndt. Politikere og personale blev evakueret fra United States Capitol-komplekset mens menneskeskaren overmandede og overfaldt politi- og sikkerhedsfolk samt vandaliserede bygningen i flere timer. Fem mennesker døde enten kort før, under eller efter begivenheden: en person blev skudt af Capitol Police, en anden person døde af en overdosis af stoffer, og tre personer (heriblandt en betjent) døde af naturlige årsager. Mange mennesker blev såret i forbindelse med angrebet, herunder 138 politibetjente. 
På opfordring fra Trump samlede tusindvis af hans tilhængere i Washington, D.C. den 5. og 6. januar for at støtte hans påstand om, at valget i 2020 var blevet "stjålet" af nogle "radikale venstreorienterede demokratere" og for at kræve, at vicepræsident Mike Pence og Kongressen ikke ville anerkende Bidens sejr. Ved middagstid den 6. januar i forbindelse med "Save America"-rallyet gentog Trump sin påstand om, at der var sket uregelmæssigheder i forbindelse med valget og sagde bl.a.: "Hvis du ikke kæmper som helvede, vil du ikke længere have et land." Tusindvis af deltagerne gik under og efter Trumps tale mod Capitol-bygning, hvor mange af Kongressens medlemmer befandt sig, da de havde påbegyndt optællingen af valgmandsstemmer. Hundredevis af deltagerne overtrådte politiets afspærringer, hvorefter mange af deltagerne brød in i Capitol-bygningen og besatte, vandaliserede, angreb politibetjente samt journalister og forsøgte at finde de forskellige politikere. Galger var blevet rejst vest for Capitol-bygningen og nogle af deltagerne råbte "Hæng Mike Pence", efter at han havde afvist Trumps forskellige påstande, herunder en påstand om at vicepræsidenten kunne vælte valgresultatet. Nogle af deltagerne plyndrede og vandaliserede kontorerne for Nancy Pelosi (D-CA), Speaker i Repræsentanternes Hus, og andre medlemmer af Kongressen. Politibetjentene evakuerede og forsøgte at aflåse flere bygninger i Capitol-komplekset, i takt med at sikkerheden blev brudt. Oprørerne besatte det tomme Senat-kammer, mens politibetjente forsvarede og evakuerede folk fra Repræsentanternes Hus. Rørbomber blev fundet i både hovedkvarteret for den Demokratiske Nationalkomité og den Republikanske Nationalkomité, ligesom molotovcocktails blev fundet i et køretøj nær Capitol-bygningen.
Trump gjorde indsigelser mod at indsende Nationalgarden for at dæmpe pøbelen. Senere samme eftermiddag gentog Trump i en Twitter-video, at valget havde været præget af "uregelmæssigheder", men fortalte sine tilhængere, at de skulle "gå hjem i fred". Midt på aftenen havde politiet genvundet kontrollen over Capitol-bygningen, hvorefter optællingen af valgmandsstemmerne blev genoptaget. Optællingen blev afsluttet i de tidlige morgentimer den 7. januar. Pence erklærede derpå den nyvalgte præsident Biden og den nyvalgte vicepræsident Kamala Harris for sejrsherre. 
232 medlemmer af Repræsentanternes Hus stemte efterfølgende for at stille Trump for en rigsretssag, under anklage af at have opfordret til vold.

## Baggrund
Joe Biden havde ved præsidentvalget d. 3. november 2020 vundet over den siddende præsident, Donald Trump. Trump og hans tilhængere havde dog siden valgaften d. 3. november 2020 påstået, at der var pågået forskellige typer af valgfusk, hvorfor valget ifølge deres opfattelse var "blevet stjålet". Påstandene om valgsvindel var ikke underbygget med faktuelle beviser, ligesom flere af anklagerne enten var blevet nægtet behandlet eller helt afvist af diverse domstole. Derfor havde Trump og hans tilhængere d. 6. januar 2021 arrangeret en demonstration med navnet "Save America Rally" (dansk: "Frels Amerika"), i Washington, D.C., hvor de ville protestere mod resultatet af valgmandskollegiets stemmer, som formelt skulle godkendes af Kongressen samme dag. En stor gruppe tilhængere af præsident Trump havde i denne forbindelse samlet sig ved The Ellipse foran Det hvide Hus, for blandt andet at høre taler fra Trump, hans søn Donald Trump Jr., og Rudy Giuliani.

## Forløb
Mens politikere i Kongressen var i gang med at debattere godkendelse af resultatet af valgmandskollegiets stemmer, lykkedes det nogle demonstranter at komme forbi politiafspærringerne foran kongresbygningen, komme op ad trapperne og stille sig foran bygningen. Herefter stormede denne gruppe kongresbygningen, knuste vinduer og kom helt ind i senatets mødesal og kontoret tilhørende Nancy Pelosi, formand for Repræsentanternes Hus. Sikkerhedsstyrker fra U.S. Capitol Police blev presset ind i bygningen og måtte trække våben for at beskytte kongressens medlemmer og ansatte. Døre og vinduer blev barrikaderet for at forhindre indtrængning i mødesale og kontorer, og kongresmedlemmerne måtte søge tilflugt under bænke og skriveborde.
USA's vicepræsident Mike Pence, som ledede mødet i kongressen, blev evakueret af U.S. Secret Service. Andre blev hastigt flyttet til kongresbygningens kælder og fik uddelt gasmasker for at beskytte sig mod tåregas.
Borgmesteren i District of Columbia beordrede udgangsforbud, og 1.100 soldater fra District of Columbia National Guard blev sendt til kongresbygningen for at støtte kongressens sikkerhedspoliti og Washingtons lokale politi. Der blev også sendt sikkerhedsstyrker fra andre delstater og føderale agenturer, inklusive FBI og ATF. Der er mere end 30 forskellige politistyrker, som opererer i Washington.
En kvinde blev skudt og dræbt inde i kongresbygningen, og et antal politibetjente kom til skade. Én af betjentene døde senere af sine kvæstelser. Én af demonstranterne fik angiveligt et slagtilfælde og døde, om end det er uvist, hvornår det præcis skete. En anden af demonstranterne, der associerede sig med gruppen Proud Boys, døde tilsyneladende af et hjertestop. Ydermere døde en anden af demonstranterne efter, ifølge hendes familie, at være blevet mast i mængden.
Over 80 personer er blevet anholdt og sigtet i forbindelse med urolighederne. FBI har efterfølgende spurgt offentligheden om hjælp med at finde informationer på flere af demonstranterne.
Hændelsen blev betegnet som det mest alvorlige angreb på en amerikansk statsinstitution siden slaget om Bladensburg i 1814, da den britiske hær satte U.S. Capitol i brand.

## Reaktioner

### Kriminel efterforskning
Den efterfølgende efterforskning har ifølge FBI ført til mere end 160 sager pr. 12. januar 2021, men der ventes flere hundrede sager mere. FBI har modtaget mere end 100.000 billeder og videoer som tips fra offentligheden. Ifølge et anklageskrift fra myndighederne havde nogle af oprørene til hensigt at tilfangetage og henrette kongresmedlemmer.

### Politisk
Demokraterne indledte, støttet af 10 republikanere i Repræsentanternes Hus, en rigsretssag mod Donald Trump, hvor han sigtes for at tilskynde til oprør ved en rigsretssag. De formelle anklager blev præsenteret af Nancy Pelosi i Repræsentanternes Hus 11. januar. Anklageskriftet skal formelt overgives til Senatet, som afgør skyldsspørgsmålet. Det kræver 2/3 flertal at opnå en skyldig - kendelse.

### Sociale medier
Efter først at have suspenderet hans konto midlertidigt i 12 timer lukkede Twitter Donald Trumps konto permanent 8. januar 2021 pga. risiko for yderligere opfordringer til vold fra profilen.
Facebook valgte 7. januar at blokere Donald Trumps konti på Facebook og Instagram i foreløbigt 14 dage.